# 彭布羅克 (北卡羅萊納州)
彭布羅克（英語：Pembroke）是一個位於美國北卡羅萊納州羅伯遜縣的城鎮。

## 人口
根據2020年美國人口普查的數據，彭布羅克的面積為8.23平方千米，皆為陸地。當地共有人口2823人，而人口密度為每平方千米343人。